# Manuel de Falla (metropolitana di Madrid)
Manuel de Falla è una stazione della linea 10 della metropolitana di Madrid. Si trova sotto la Calle Manuel de Falla, nel comune di Alcobendas.

## Storia
La stazione fu inaugurata il 27 aprile 2007 come parte del progetto di ampliamento della linea 10 che prende il nome di MetroNorte, volto a dare servizio ai comuni di Alcobendas e San Sebastián de los Reyes.

## Accessi
Vestibolo Manuel de Falla
- Manuel de Falla Calle Manuel de Falla, 32
- Ascensor (Ascensore) Calle Manuel de Falla, 32